# La Manxa

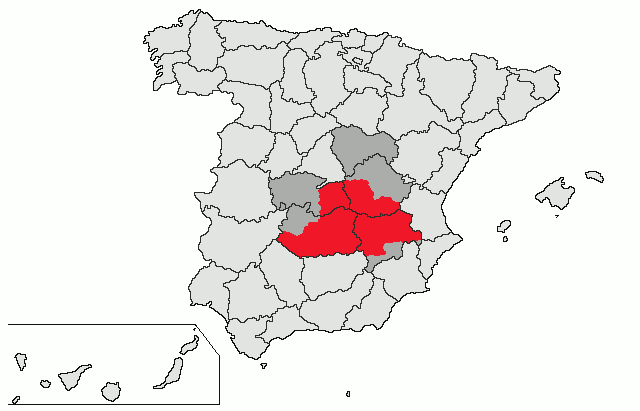
Situació de la regió de la Manxa respecte a Espanya

La Manxa (en castellà La Mancha) és una regió de la Meseta Sud de la península Ibèrica, que forma part de la comunitat autònoma de Castella - la Manxa. El seu territori comprèn part de les províncies d'Albacete, Ciudad Real, Conca i Toledo.

## Geografia
A la Manxa hi ha les comarques de: Campo de San Juan, Campo de Calatrava, Campo de Montiel, Mesa de Ocaña, Manxa Alta de Toledo, La Manchuela, Mancha de Cuenca, Los Llanos i la Foia d'Almansa.

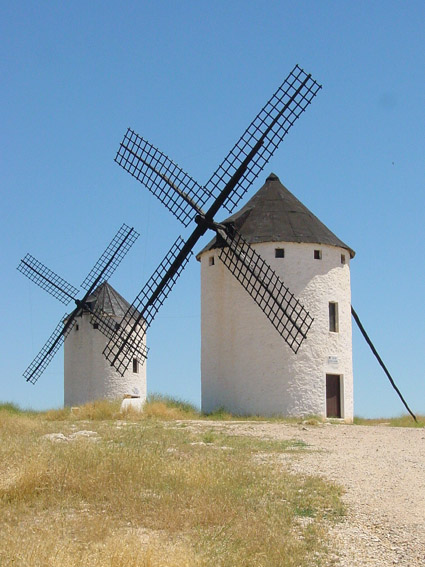
Molins de vent típics de la Manxa a Campo de Criptana

La Manxa és un territori pla i semiàrid d'escassa vegetació, composta principalment de grans extensions de conreus de cereals i d'alzines aïllades. Els antics molins de vent destaquen en el paisatge de cels oberts i horitzons infinits. Va servir d'escenari a Miguel de Cervantes per escriure la novel·la Don Quixot de la Manxa (1605), que va immortalitzar aquestes terres.
Al cor de la Manxa hi ha els parcs naturals de Las Lagunas de Ruidera i el de Las Tablas de Daimiel, de vital importància per les aus migratòries.

## Gastronomia de la regió

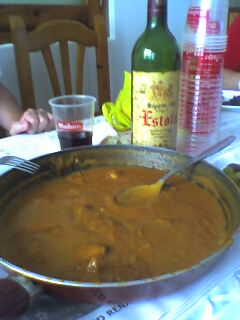
Un plat de gachas manchegas amb un vi de la regió al fons

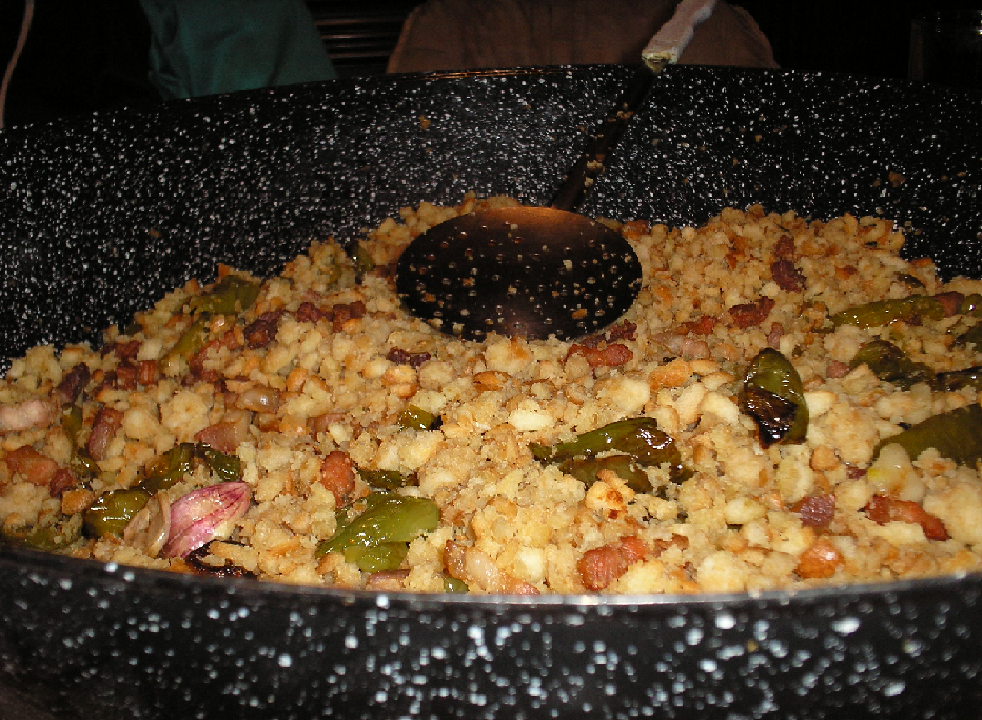
Migas manxegues

La Manxa és considerada unes de les zones vinícoles més extenses del món i compta amb diferents denominacions d'origen, entre les quals cal destacar: La Manxa, Valdepeñas, Uclés i La Manchuela
El formatge manxego, reconegut arreu del món, compta amb denominació d'origen. Aquest formatge es prepara amb llet d'ovella feta prendre amb flor de card, de pasta premsada i no cuita. Té un color blanc groguenc i de sabor suau o fort segons el grau de maduració.
Entre els productes alimentaris de la Manxa també cal destacar altres productes típics com l'all negre de Las Pedroñeras (ajos morados de Las Pedroñeras) i els xampinyons.
Les gachas manxegues o gachas de almorta són un plat ancestral de la zona de la Manxa en el que un dels ingredients principals és la farina de guixa (Lathyrus sativus). Tradicionalment les gachas manchegas es mengen directament de la paella amb una cullera tot just després de treure-les del foc.
La farina de guixa té una certa toxicitat i el seu abús pot produir una malaltia denominada latirosi o latirisme, afecció de paràlisis muscular, degut a sa composició. Conté certs aminoàcids que poden causar problemes neurotòxics en les persones en les quals la ingestió d'aliments preparats amb guixa forma part de la dieta regular.
El gaspatxo manxec no té res a veure amb la famosa sopa freda andalusa. Es prepara amb tortes de gaspatxo, tortes rodones i planes fetes amb farina de blat i aigua sense llevat. Les tortes tallades a trossos es barregen amb un guisat de perdiu, colom, llebre o conill.
Les migas manxegues són un plat elaborat. Els ingredients són pa, alls, pebrot vermell sec, xoriço, cansalada, oli d'oliva, aigua i sal. El pa es talla molt fi i allargat i es deixa a remullar la nit abans en aigua amb alls i sal, cobrint-ho tot amb un drap de cuina perquè no quedi sec per fora. El pa es fregeix l'endemà amb oli molt calent i alls, donant-li voltes contínuament perquè no s'enganxi a la paella. Preparar aquestes migues és un autèntic art.